# Nadia Nadim
Nadia Nadim, dansko-afganistanska nogometašica, * 2. januar 1988, Herat.
Velja za najvplivnejšo in najboljšo afganistansko nogometašico v zgodovini, predvsem zato, ker je z ekipo Paris Saint-Germain osvojila naslov francoke državne prvakinje v sezoni 2020/21.

## Življenjepis
Nadimova je kot begunka iz Afganistana prišla na Dansko leta 2000, po tem, ko so Talibani usmrtili njenega očeta, ki je bil general afganistanske vojske. Po prihodu na Dansko je začela trenirati nogomet v klubu B52 Aalborg in Team Viborg.
Po danskem zakonu je lahko Nadimova zaprosila za dansko državljanstvo šele po dopolnjenem 18. letu. Leta 2008 je pridobila državljanstvo, kljub temu pa bi, po pravilih UEFE, za reprezentanco Danske lahko nastopila šele po dopolnjenih petih letih prebivanja na Danskem po prejemu državljanstva. Po pritožbi Danske nogometne zveze je FIFA v njenem primeru naredila izjemo.
Nadimova je tako za reprezentanco Danske prvič nastopila na Pokalu Algarve 2009, ko je danska reprezentanca z 0–2 izgubila z reprezentanco ZDA. Tako je postala prva naturalizirana Danka, ki je nastopila za člansko izbrano vrsto Danske. Z reprezentanco je nato nastopila na vseh treh tekmah evropskega prvenstva 2009 na Finskem.
Še v času aktivne nogometne kariere je na Univerzi v Aarhusu vpisala študij medicine, saj namerava po končani športni karieri postati kirurginja. Tako je leta 2020 asistirala pri rekonstrukcijski operaciji.
Aktivno govori devet tujih jezikov,  leta 2018 pa jo je Forbes uvrstil na 20. mesto svoje lestvice najvplivnejših športnic.